# Amy Heller
Amy Heller (Nova York, 11 d'agost de 1951) és una historiadora de l'art i tibetòloga nascuda als Estats Units amb nacionalitat suïssa.

## Carrera professional
Formada com a historiadora de l'art al Barnard College de la Universitat de Colúmbia el 1973, s'especialitzà posteriorment en llengua i civilització tibetanes a l'Institut Nacional de Llengües Orientals (INALCO) de París. Posteriorment, continuà els seus estudis i obtingué el doctorat a l'École pratique des hautes études, també de París, en filologia i història tibetana el 1992.
Heller ha estat professora visitant al Centre d'Estudis Tibetans de la Universitat de Sichuan a Chengdu, a La Sapienza de la Universitat de Roma (2006 - 2008), al Soas de Londres, a l'Inalco de París (2014 - 2016), entre d'altres.
Paral·lelament a la seva tasca docent Heller destaca com a investigadora a nivell internacional. Entre 2004 i 2006, fou nomenada pel govern federal suís per supervisar el projecte de restauració del sostre del temple de Ramoche, a Lhasa.
Heller ha publicat extensament sobre arquitectura i art de l'òrbita tibetana, amb més de setanta-cinc articles i catàlegs de museus. Ha col·laborat amb l'Ashmolean Museum d'Oxford, el Musée Guimet de París, el Metropolitan Museum of Art de Nova York, l'Institut d'Art de Chicago, entre d'altres. D'entre les seves publicacions cal destacar que el 1999 publicà Art et Sagesses du Tibet, llibre cabdal en la disciplina que compta actualment amb traduccions en anglès, italià i castellà. Així mateix, el 2007 publicà el catàleg del Museu Ashmolean d'Oxford.